# رزوادوف

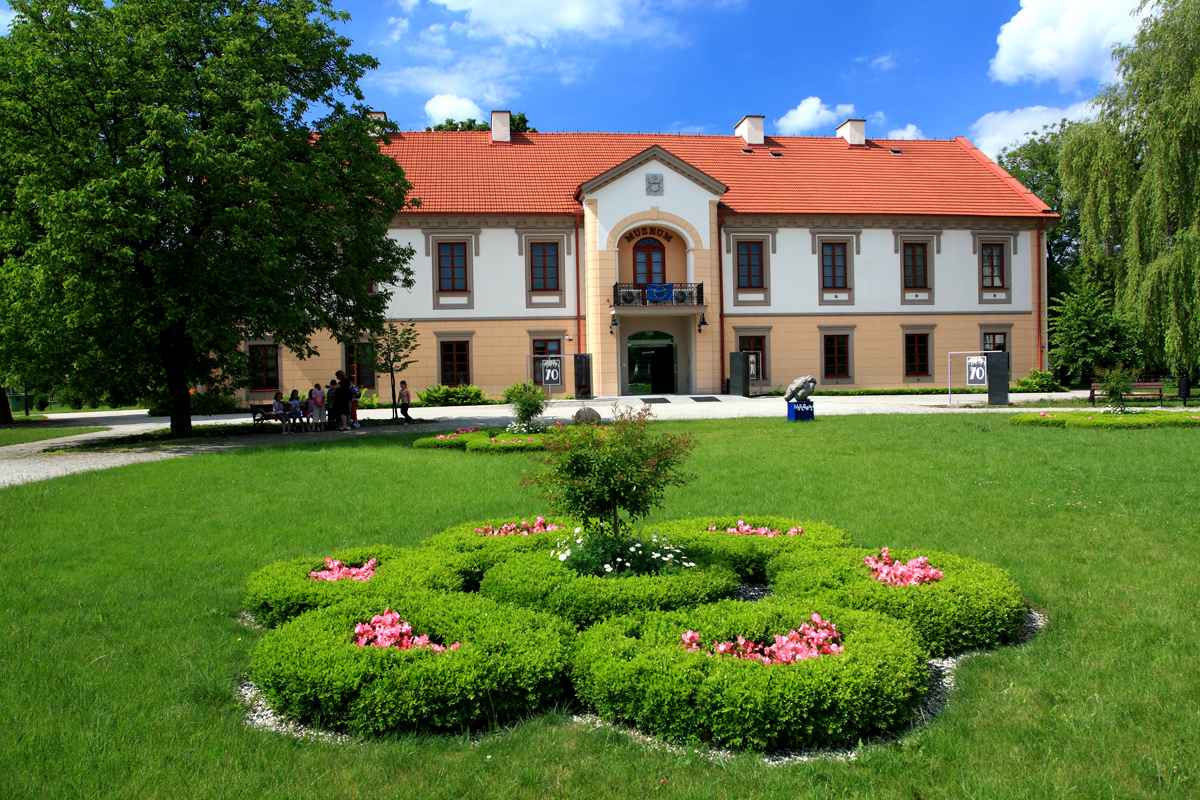
موزهٔ محلی

رُزوادوف (لهستانی: Rozwadów) منطقه‌ای مسکونی در حومهٔ ستالووا وولا در لهستان است که در سال ۱۶۹۰ میلادی موقعیتِ شهری یافت و از سال ۱۹۷۳ جزئی از ستالووا وولا شد. این منطقه پیش از جنگ جهانی دوم شهری یهودی‌نشین بود که ارتباط نزدیکی با اشتتل‌های دیگری چون تارنوبزک، اولانوو و می‌یلتس داشت. این جوامع که پیش از سال ۱۹۳۹ سرشار از سرزندگی و حیات بودند، در جریان هولوکاست توسط آلمانی‌ها به کلی نابود شدند.
در طی اشغال لهستان توسط آلمان (۱۹۳۹–۱۹۴۵) دو پزشک لهستانی به نام‌های یوجین لازوفسکی و استانیسواف ماتوله‌ویچ یک اپیدمی ساختگی تب تیفوسی در رُزوادوف ایجاد کردند: «منطقه قرنطینه‌ای که لازوفسکی و ماتوله‌ویچ ایجاد کردند به پناهگاهی برای یهودیان لهستانی تبدیل شد که می‌توانستند بدون ترس از نازی‌ها و تحت پوشش این همه‌گیری جعلی در آنجا زندگی کنند. این پزشکان حدود ۸٬۰۰۰ نفر را در طول مبارزات سه ساله خود با کمک یک باکتری ایجادکنندهٔ عفونت ادراری از کشته شدن یا زندانی شدن نجات دادند.»
امروزه یک کتاب یادبود مختص این منطقه و وقایع آن موجود است.